# Phragmataecia innominata
Phragmataecia innominata is een vlinder uit de familie houtboorders (Cossidae). De wetenschappelijke naam van deze soort werd voor het eerst geldig gepubliceerd in 1923 door Dalla Torre.
De soort komt voor in tropisch Afrika.